# Spoorlijn Vrigne-Meuse - Vrigne-aux-Bois
De Spoorlijn Vrigne-Meuse - Vrigne-aux-Bois was een Franse spoorlijn tussen Vrigne-Meuse en Vrigne-aux-Bois. De lijn was 5 km lang en had als lijnnummer 215 000.

## Geschiedenis
De spoorlijn werd aangelegd als industrielijn door de Chemin de Fer de l'Est en geopend op 20 juli 1873. Vanaf 1879 tot 1901 werd er ook met paardentrams op de lijn gereden voor personenvervoer, nadien vond er met een trein-tram systeem personenvervoer plaats tot 1930. In 1911 werd de lijn verlegd via Vivier-au-Court en het oorspronkelijke tracé opgebroken. In 1991 werd de lijn gesloten en volledig opgebroken.

## Aansluitingen
In de volgende plaats was er een aansluiting op de volgende spoorlijn:
Vrigne-Meuse
RFN 204 000, spoorlijn tussen Mohon en Thionville